# Помоцня (Пултуський повіт)
Помоцня (пол. Pomocnia) — село в Польщі, у гміні Покшивниця Пултуського повіту Мазовецького воєводства.
Населення — 47 осіб (2011).
У 1975—1998 роках село належало до Цехановського воєводства.

## Демографія
Демографічна структура станом на 31 березня 2011 року:
|          | Загалом | Допрацездатний вік | Працездатний вік | Постпрацездатний вік |
| -------- | ------- | ------------------ | ---------------- | -------------------- |
| Чоловіки | 25      | 3                  | 13               | 9                    |
| Жінки    | 22      | 4                  | 9                | 9                    |
| Разом    | 47      | 7                  | 22               | 18                   |